# George Pataki
George Elmer Pataki (* 24. června 1945) je americký právník a politik, který byl od roku 1995 do roku 2006 guvernérem státu New York.
Pataki byl považován za jednoho z možných kandidátů Republikánské strany v prezidentských volbách v letech 2000 a 2008. O kandidaturu se ucházel i pro volby v roce 2016, ale v prosinci 2015 se jí vzdal, neboť měl potíže s financováním kampaně a kvůli nízkým preferencím se při televizních debatách republikánských uchazečů nikdy nedostal na hlavní pódium.